# سيسبان رمادي
سيسبان رمادي (الاسم العلمي:Sesbania cinerascens) هو نوع من النباتات يتبع جنس السيسبان من الفصيلة البقولية. تم وصف هذا النوع من النبات علمياً لأول مرة من قبل جون غيلبرت بيكر وفردريك فلفيتش سنة 1871.